# 캡틴 언더팬츠
《캡틴 언더팬츠 (빤스맨)》(영어: Captain Underpants)는 미국의 작가이자 일러스트레이터 데브 필키의 아동 문학 시리즈이다. 영어로 본편 작품 12개와 스핀오프 9개가 있다. 43개의 나라로 알려졌다.
빰빠라밤! 빤스맨 시리즈는 12개 작품의 본편과 3개의 스핀오프 편이 있다. 2016년 기준으로 20여개 언어로 번역되었다.

## 소설
- 《캡틴 언더팬츠: 슈퍼 팬티맨의 탄생》 (1997)
- 《캡틴 언더팬츠: 말하는 변기군단의 역습》 (1999)
- 《캡틴 언더팬츠: 외계 악당들과 맞서다》 (1999)
- 《캡틴 언더팬츠: 똥빤스 교수의 음모》 (2000)
- 《캡틴 언더팬츠: 똥꼬 아줌마는 무시무시해》 (2001)
- 《캡틴 언더팬츠: 코찔찔이 로봇 소년과의 격투》 (2003)